# Canton de Tullins
Le canton de Tullins est une circonscription électorale française située dans le département de l'Isère et la région Auvergne-Rhône-Alpes.

## Géographie
Ce canton est organisé autour de Tullins dans l'arrondissement de Grenoble. Son altitude varie de 176 m (Saint-Quentin-sur-Isère) à 1 643 m (Montaud).

## Histoire
- De 1833 à 1848, les cantons de Tullins et de Vinay avaient le même conseiller général. Le nombre de conseillers généraux était limité à 30 par département[5].
- Par décret du 18 février 2014, le nombre de cantons du département est divisé par deux, avec mise en application aux élections départementales de mars 2015. Le canton de Tullins est conservé et s'agrandit. Il passe de 10 à 13 communes[4].

## Représentation

### Conseillers généraux de 1833 à 2015
| Période | Période          | Identité                  | Étiquette     | Qualité |
| ------- | ---------------- | ------------------------- | ------------- | --- |
| 1833    | 1842             | Auguste Roux de Bézieux   |               | Propriétaire, maire de Cognin |
| 1842    | 1871             | Étienne Augustin Charmeil |               | Président de chambre honoraire à la Cour Impériale de Grenoble, domicilié à Tullins |
| 1871    | 1877             | Claude Masson             | Droite        | Pharmacien à Tullins |
| 1877    | 1883             | Joseph Chevalier          | Républicain   | Maire de Tullins (1874-1879 et 1884-1886) |
| 1886    | 1889 (démission) | Jules Manecy              | Républicain   | Manufacturier (fabricant de papier) à Fures-Tullins Adjoint au Maire de Tullins |
| 1889    | 1891 (démission) | Gaspard Adolphe Chatin    |               | Pharmacien, botaniste, mycologue Professeur au Collège de France Maire des Essarts-le-Roi (Seine-et-Oise) de 1875 à 1890                                                                             |
| 1891    | 1911 (décès)     | Eugène Gardon             | Rad.          | Maire de Tullins (1886-1890 et 1894-1904) |
| 1912    | 1931             | Noël Masson               | Rad.          | Médecin - Maire de Tullins (1919-1925) |
| 1931    | 1937             | Claude Mignot             | SFIO          | Maire de Tullins (1925-1933) |
| 1937    | 1940             | Gaston Valois             | Rad.          | Médecin Maire de Tullins (1933-1940) |
|         |                  |                           |               | |
| 1945    | 1973             | Joseph Garavel            | Rad. puis DVG | Agriculteur Maire de Morette (1929-1984) Député (1946-1955) |
| 1973    | 1980 (décès)     | Clément Gondrand          | DVD           | Maire de Quaix-en-Chartreuse |
| 1980    | 1992             | Moïse Zala                | DVD           | Maire de Poliénas (1971-1995) Vice-Président du conseil général |
| 1992    | 2015             | André Vallini             | PS            | Avocat - Sénateur (2011-2014) Député (1997-2011) Maire de Tullins (1986-2001) Président du Conseil général (2001-2014) Secrétaire d'État chargé des Relations avec le Parlement depuis décembre 2016 |

### Conseillers d'arrondissement (de 1833 à 1940)
Le canton de Tullins appartenait à  l'arrondissement de Saint-Marcellin jusqu'à sa disparition en 1926.
| Période                                  | Période | Identité                   | Étiquette   | Qualité |
| ---------------------------------------- | ------- | -------------------------- | ----------- | --- |
| 1833                                     | 1842    | M. Gérard                  |             | Juge de paix à Tullins                                                                                      |
| 1842                                     | 1848    | Joseph Sillans (1792-1875) |             | Notaire à Tullins                                                                                           |
|                                          |         |                            |             | |
| 1892                                     | 1910    | Louis Courrier             | Républicain | Fabricant de papier à Tullins                                                                               |
| 1910                                     |         | M. Bourgeat                | Radical     | |
|                                          |         |                            |             | |
|                                          | 1922    | M. Marchand                | Radical     | |
| 1922                                     | 1928    | Joseph Rambert (1869-1934) | SFIO        | Charpentier à Poliénas                                                                                      |
|                                          |         |                            |             | |
| Déc.1931                                 | 1940    | M. Tournier                | Radical     | |
| 1940                                     |         |                            |             | Les conseils d'arrondissement ont été suspendus par la loi du 12 octobre 1940 et n'ont jamais été réactivés |
| Les données manquantes sont à compléter. |         |                            |             | |

### Conseillers départementaux à partir de 2015
| Période élective | Période élective | Mandat | Mandat   | Identité      | Nuance | Nuance | Qualité                                                             |
| ---------------- | ---------------- | ------ | -------- | ------------- | ------ | ------ | ------------------------------------------------------------------- |
| 2015             | 2021             | 2015   | 2021     | Amélie Girerd |        | PS     | Diplômée en gestion des collectivités - Maire de Renage depuis 2011 |
| 2015             | 2021             | 2015   | 2021     | André Vallini |        | PS     | Avocat - Ancien ministre, sénateur                                  |
| 2021             | 2028             | 2021   | en cours | Amélie Girerd |        | PS     | Conseillère sortante                                                |
| 2021             | 2028             | 2021   | en cours | André Vallini |        | PS     | Conseiller sortant                                                  |

### Résultats détaillés

#### Élections de mars 2015
À l'issue du 1er tour des élections départementales de 2015, deux binômes sont en ballottage : Amélie Girerd et André Vallini (Union de la Gauche, 40,87 %) et Bruno Desies et Jacqueline Francois (FN, 24,65 %). Le taux de participation est de 49,75 % (13 548 votants sur 27 232 inscrits) contre 49,24 % au niveau départemental et 50,17 % au niveau national.
Au second tour, Amélie Girerd et André Vallini (Union de la Gauche) sont élus avec 64,67 % des suffrages exprimés et un taux de participation de 50,06 % (7 927 voix pour 13 632 votants et 27 234 inscrits).

#### Élections de juin 2021
Le premier tour des élections départementales de 2021 est marqué par un très faible taux de participation (33,26 % au niveau national). Dans le canton de Tullins, ce taux de participation est de 30,77 % (8 714 votants sur 28 324 inscrits) contre 31,88 % au niveau départemental. À l'issue de ce premier tour, deux binômes sont en ballottage : Amélie Girerd et André Vallini (Union à gauche, 56,41 %) et Delphine Nadjar-Arthaud et Julien Stevant (Union au centre et à droite, 26,19 %).
Le second tour des élections est marqué une nouvelle fois par une abstention massive équivalente au premier tour. Les taux de participation sont de 34,36 % au niveau national, 32,23 % dans le département et 31,07 % dans le canton de Tullins. Amélie Girerd et André Vallini (Union à gauche) sont élus avec 63,23 % des suffrages exprimés (5 252 voix pour 8 803 votants et 28 332 inscrits),,. 

## Composition

### Composition avant 2015
Avant le redécoupage cantonal de 2014, le canton de Tullins regroupait dix communes.
| Nom                     | Code Insee | Codepostal | Superficie (km2) | Population (dernière pop. légale) | Densité (hab./km2) |
| ----------------------- | ---------- | ---------- | ---------------- | --------------------------------- | ------------------ |
| Tullins (chef-lieu)     | 38517      | 38210      | 28,79            | 7 638 (2012)                      | 265                |
| Cras                    | 38137      | 38210      | 5,43             | 461 (2012)                        | 85                 |
| La Rivière              | 38338      | 38210      | 18,45            | 745 (2012)                        | 40                 |
| Montaud                 | 38248      | 38210      | 14,59            | 533 (2012)                        | 37                 |
| Morette                 | 38263      | 38210      | 6,27             | 399 (2012)                        | 64                 |
| Poliénas                | 38310      | 38210      | 14,03            | 1 092 (2012)                      | 78                 |
| Quincieu                | 38330      | 38470      | 4,75             | 101 (2012)                        | 21                 |
| Saint-Paul-d'Izeaux     | 38437      | 38140      | 7,63             | 303 (2012)                        | 40                 |
| Saint-Quentin-sur-Isère | 38450      | 38210      | 19,45            | 1 330 (2012)                      | 68                 |
| Vatilieu                | 38526      | 38470      | 9,22             | 371 (2012)                        | 40                 |

### Composition depuis 2015
Le canton de Tullins regroupe désormais 13 communes.
| Nom                             | Code Insee | Intercommunalité                            | Superficie (km2) | Population (dernière pop. légale) | Densité (hab./km2) | Modifier                                    |
| ------------------------------- | ---------- | ------------------------------------------- | ---------------- | --------------------------------- | ------------------ | ------------------------------------------- |
| Tullins (bureau centralisateur) | 38517      | CA du Pays voironnais                       | 28,79            | 7 657 (2022)                      | 266                | modifier les données · modifier les données |
| Beaucroissant                   | 38030      | CC de Bièvre Est                            | 11,22            | 1 843 (2022)                      | 164                | modifier les données · modifier les données |
| Charnècles                      | 38084      | CA du Pays voironnais                       | 5,23             | 1 462 (2022)                      | 280                | modifier les données · modifier les données |
| Moirans                         | 38239      | CA du Pays voironnais                       | 20,06            | 7 573 (2022)                      | 378                | modifier les données · modifier les données |
| Montaud                         | 38248      | CC Saint-Marcellin Vercors Isère Communauté | 14,59            | 529 (2022)                        | 36                 | modifier les données · modifier les données |
| Poliénas                        | 38310      | CC Saint-Marcellin Vercors Isère Communauté | 14,03            | 1 114 (2022)                      | 79                 | modifier les données · modifier les données |
| Réaumont                        | 38331      | CA du Pays voironnais                       | 4,95             | 1 005 (2022)                      | 203                | modifier les données · modifier les données |
| Renage                          | 38332      | CC de Bièvre Est                            | 5,06             | 3 361 (2022)                      | 664                | modifier les données · modifier les données |
| Rives                           | 38337      | CA du Pays voironnais                       | 10,93            | 6 599 (2022)                      | 604                | modifier les données · modifier les données |
| Saint-Blaise-du-Buis            | 38368      | CA du Pays voironnais                       | 5,44             | 1 064 (2022)                      | 196                | modifier les données · modifier les données |
| Saint-Jean-de-Moirans           | 38400      | CA du Pays voironnais                       | 6,43             | 3 601 (2022)                      | 560                | modifier les données · modifier les données |
| Saint-Quentin-sur-Isère         | 38450      | CC Saint-Marcellin Vercors Isère Communauté | 19,45            | 1 472 (2022)                      | 76                 | modifier les données · modifier les données |
| Vourey                          | 38566      | CA du Pays voironnais                       | 6,88             | 1 694 (2022)                      | 246                | modifier les données · modifier les données |
| Canton de Tullins               | 3825       |                                             | 153,06           | 38 974 (2022)                     | 255                | modifier les données                        |

## Démographie

### Démographie avant 2015
| 1962  | 1968  | 1975  | 1982  | 1990   | 1999   | 2006   | 2011   | 2012   |
| ----- | ----- | ----- | ----- | ------ | ------ | ------ | ------ | ------ |
| 7 491 | 8 016 | 8 180 | 9 330 | 10 119 | 11 462 | 12 509 | 12 944 | 12 973 |

### Démographie depuis 2015
En 2022, le canton comptait 38 974 habitants, en évolution de −0,45 % par rapport à 2016 (Isère : +3,07 %, France hors Mayotte : +2,11 %).
| 2013   | 2018   | 2022   |
| ------ | ------ | ------ |
| 38 149 | 39 136 | 38 974 |